# Crazy Beat Goes On!
『Crazy Beat Goes On!』（クレイジー ビート ゴーズ オン）は、日本のアイドルグループDA PUMPの8枚目のシングルである。1999年6月9日発売。発売元はavex tune。

## 概要
- 前作から3ヶ月ぶりとなるシングル。
- 売上枚数17万2780枚。
- 今作もラップパートがない。
- 1999年5月31日HEY!HEY!HEY! MUSIC CHAMPに出演。
- 1999年6月12日COUNT DOWN TVに出演。
- 1999年6月12日ポップジャムに出演。

## 収録曲
1. Crazy Beat Goes On!(4:07)
作詞：m.c.A・T、作曲・編曲：富樫明生
2. Baby,Baby,Baby(3:43)
作詞：m.c.A・T、作曲・編曲：富樫明生
3. Crazy Beat Goes On! (original karaoke)(4:07)
4. Baby,Baby,Baby (original karaoke)(3:43)

## 収録アルバム
- オリジナル『Higher and Higher!』（1999年7月28日）
- ベスト『Da Best of Da Pump』（2001年2月28日）
- オムニバス『avex super tune -BEST J-POP SELECTIONS-』（2003年3月19日）
- オムニバス『十八番 〜J-POP 90's BEST〜』（2004年1月31日）
- ベスト『THANX!!!!!!! Neo Best of DA PUMP』（2018年12月12日）

## タイアップ
- Crazy Beat Goes On!：サントリー「C.C.レモン」CMソング/TBS「文舞両道」エンディングテーマ
- Baby,Baby,Baby：シャープ「MD-J」CMソング